# Jay McCarthy
Jay McCarthy (Maryborough, Queensland, 8 de setembre de 1992) és un ciclista australià, professional des del 2013, quan fitxà per l'equip Team Tinkoff-Saxo. Actualment milita al Bora-Hansgrohe. En el seu palmarès destaca la victòria a la Cadel Evans Great Ocean Road Race de 2018.

## Palmarès
- 2010
  -  Campió d'Austràlia en ruta júnior
- 2012
  - 1r al Tour de Wellington i vencedor d'una etapa
  - Vencedor d'una etapa al Tour de l'Avenir
- 2016
  - Vencedor d'una etapa al Tour Down Under
- 2018
  - 1r a la Cadel Evans Great Ocean Road Race
  - Vencedor d'una etapa a la Volta al País Basc

### Resultats al Giro d'Itàlia
- 2014. 91è de la classificació general
- 2016. 88è de la classificació general
- 2019. 62è de la classificació general

### Resultats a la Volta a Espanya
- 2015. 66è de la classificació general
- 2018. 91è de la classificació general
- 2020. Abandona (7a etapa)

### Resultats al Tour de França
- 2017. 94è de la classificació general